# Fukienogomphus choifongae
Fukienogomphus choifongae är en trollsländeart som beskrevs av Wilson och Tam 2006. Fukienogomphus choifongae ingår i släktet Fukienogomphus och familjen flodtrollsländor. Inga underarter finns listade i Catalogue of Life.